# SN 1960Q
SN 1960Q – supernowa odkryta 13 grudnia 1960 roku w galaktyce PGC0005935. W momencie odkrycia miała maksymalną jasność 17,50m.